# كيوكو فوكادا
كيوكو فوكادا (باليابانية: 深田 恭子) مواليد 02 نوفمبر 1982 في كيتا، طوكيو، اليابان، هي ممثلة ومغنية ومؤدية أصوات يابانية بدأت نشاطها عام 1997.

## أعمال
- الخاتم 2
- أليس في بلاد العجائب (دبلجة)

## وصلات خارجية
- كيوكو فوكادا على موقع IMDb (الإنجليزية)
- كيوكو فوكادا على موقع ميتاكريتيك (الإنجليزية)
- كيوكو فوكادا على موقع روتن توميتوز (الإنجليزية)
- كيوكو فوكادا على موقع ألو سيني (الفرنسية)
- كيوكو فوكادا على موقع ميوزك برينز (الإنجليزية)
- كيوكو فوكادا على موقع أول موفي (الإنجليزية)
- كيوكو فوكادا على موقع أول ميوزيك (الإنجليزية)
- كيوكو فوكادا على موقع ديسكوغز (الإنجليزية)
- كيوكو فوكادا على موقع قاعدة بيانات الفيلم (الإنجليزية)
- كيوكو فوكادا على موقع ليتربوكسد (الإنجليزية)
- Kyoko Fukada's official site at Horipro, Inc.
- Kyoko Fukada Photo Gallery
- Kyoko Fukada  في شبكة أخبار الأنمي
- Kyoko Fukada's Profile - www.spcnet.tv نسخة محفوظة 13 مارس 2019 على موقع واي باك مشين.